# 羅國泰
羅國泰（1929年8月5日—2013年9月1日），香港足球運動員，司職前鋒。職業生涯主要於港甲星島、傑志、東方度過。他也曾為香港與中華民國上陣，並代表中華民國參加1958年亞洲運動會、1960年夏季奧林匹克運動會、1960年亞足聯亞洲盃、1968年亞足聯亞洲盃等賽事。在1958年亞洲運動會半準決賽上為隊伍首開紀錄，協助球隊擊敗以色列進入準決賽，最終獲得該屆賽事金牌。